# Jason Chimera
Jason Chimera (ur. 2 maja 1979 w Edmonton) – kanadyjski hokeista, reprezentant Kanady.

## Kariera
Chimera karierę juniorską rozpoczął w rozgrywkach WHL grając dla Medicine Hat Tigers i Brandon Wheat Kings. Wybrany z numerem 121 w NHL Entry Draft 1997 przez Oilers z jego rodzinnego Edmonton, głównie za sprawą jego umiejętności łyżwiarskich. Chimera zagrał 3 sezony w zespole Hamilton Bulldogs, który w tamtym czasie był filią Nafciarzy w AHL. W swoim ostatnim sezonie został wybrany do pierwszej drużyny gwiazd AHL.
Jason Chimera grał przez dwa sezony dla Edmonton, zanim został oddany Phoenix Coyotes w zamian za prawo wyboru w drafcie. Z powodu lokautu nie mógł występować w barwach drużyny ze stanu Arizona. Na czas zawieszenia rozgrywek w NHL podpisał kontrakt z włoskim zespołem Mastini Varese. Chimera, nie rozgrywając ani jednego spotkania dla Kojotów, został oddany do Columbus Blue Jackets będąc częścią transakcji przy sprowadzeniu do Phoenix Geoffa Sandersona.
W Blue Jackets Chimera grał na lewym skrzydle trzeciej linii. Obok niego w formacji przeważnie występowali Manny Malhotra na pozycji środkowego oraz Dan Fritzsch lub Trevor Letowski na prawym skrzydle. Sezon 2008-09 rozpoczął jako weteran, grając w linii z nowicjuszami Derickiem Brassardem i Jakubem Voráčkiem.
Był członkiem mistrzowskiej reprezentacji Kanady z Mistrzostw Świata w 2007 roku. Team Canada pokonała w finale 4-2 reprezentację Finlandii.
28 grudnia 2009 doszło do wymiany zawodników między Columbus Blue Jackets a Washington Capitals. Chimera przeniósł się do Stołecznych, natomiast do Blue Jackets przeszli Chris Clark i Milan Jurčina. 29 września 2011 Chimera przedłużył kontrakt z zespołem z Waszyngtonu o 2 lata.
Chimera ponownie podpisał dwuletni kontrakt z Capitals 8 listopada 2013 roku. W 2016 roku miały miejsce rozmowy o kolejnym przedłużeniu pobytu Chimery w Capitals. Sam zawodnik wyrażał chęć pozostania w zespole z Waszyngtonu. Od lipca 2016 zawodnik New York Islanders, związany dwuletnim kontraktem. Pod koniec lutego 2018 został zawodnikiem Anaheim Ducks.

## Statystyki kariery

### Sezon zasadniczy i play-offs
| 1996–97   | Medicine Hat Tigers   | WHL       | 71   | 16  | 23  | 39  | 64  | 4  | 0  | 1  | 1  | 4  |
| 1997–98   | Medicine Hat Tigers   | WHL       | 72   | 34  | 32  | 66  | 93  | —  | —  | —  | —  | —  |
| 1997–98   | Hamilton Bulldogs     | AHL       | 4    | 0   | 0   | 0   | 8   | —  | —  | —  | —  | —  |
| 1998–99   | Medicine Hat Tigers   | WHL       | 37   | 18  | 22  | 40  | 84  | —  | —  | —  | —  | —  |
| 1998–99   | Brandon Wheat Kings   | WHL       | 21   | 14  | 12  | 26  | 32  | 5  | 4  | 1  | 5  | 8  |
| 1999–00   | Hamilton Bulldogs     | AHL       | 78   | 15  | 13  | 28  | 77  | 10 | 0  | 2  | 2  | 12 |
| 2000–01   | Hamilton Bulldogs     | AHL       | 78   | 29  | 25  | 54  | 93  | —  | —  | —  | —  | —  |
| 2000–01   | Edmonton Oilers       | NHL       | 1    | 0   | 0   | 0   | 0   | —  | —  | —  | —  | —  |
| 2001–02   | Edmonton Oilers       | NHL       | 3    | 1   | 0   | 1   | 0   | —  | —  | —  | —  | —  |
| 2001–02   | Hamilton Bulldogs     | AHL       | 78   | 29  | 25  | 54  | 93  | 15 | 4  | 6  | 10 | 10 |
| 2002–03   | Edmonton Oilers       | NHL       | 66   | 14  | 9   | 23  | 36  | 2  | 0  | 2  | 2  | 0  |
| 2003–04   | Edmonton Oilers       | NHL       | 60   | 4   | 8   | 12  | 57  | —  | —  | —  | —  | —  |
| 2004–05   | Mastini Varese        | LIHG      | 15   | 7   | 3   | 10  | 34  | 5  | 2  | 1  | 3  | 31 |
| 2005–06   | Columbus Blue Jackets | NHL       | 80   | 17  | 13  | 30  | 95  | —  | —  | —  | —  | —  |
| 2006–07   | Columbus Blue Jackets | NHL       | 82   | 15  | 21  | 36  | 91  | —  | —  | —  | —  | —  |
| 2007–08   | Columbus Blue Jackets | NHL       | 81   | 14  | 17  | 31  | 98  | —  | —  | —  | —  | —  |
| 2008–09   | Columbus Blue Jackets | NHL       | 49   | 8   | 14  | 22  | 41  | 4  | 0  | 1  | 1  | 2  |
| 2009–10   | Columbus Blue Jackets | NHL       | 39   | 8   | 9   | 17  | 47  | —  | —  | —  | —  | —  |
| 2009–10   | Washington Capitals   | NHL       | 39   | 7   | 10  | 17  | 51  | 7  | 1  | 2  | 3  | 2  |
| 2010–11   | Washington Capitals   | NHL       | 81   | 10  | 16  | 26  | 64  | 9  | 2  | 2  | 4  | 2  |
| 2011–12   | Washington Capitals   | NHL       | 82   | 20  | 19  | 39  | 78  | 14 | 4  | 3  | 7  | 6  |
| 2012–13   | Piráti Chomutov       | ELH       | 5    | 1   | 0   | 1   | 10  | —  | —  | —  | —  | —  |
| 2012–13   | Washington Capitals   | NHL       | 47   | 3   | 11  | 14  | 48  | 7  | 1  | 2  | 3  | 4  |
| 2013–14   | Washington Capitals   | NHL       | 82   | 15  | 27  | 42  | 36  | —  | —  | —  | —  | —  |
| 2014–15   | Washington Capitals   | NHL       | 77   | 7   | 12  | 19  | 51  | 14 | 3  | 4  | 7  | 4  |
| 2015–16   | Washington Capitals   | NHL       | 82   | 20  | 20  | 40  | 22  | 12 | 1  | 1  | 2  | 12 |
| 2016–17   | New York Islanders    | NHL       | 82   | 20  | 13  | 33  | 40  | —  | —  | —  | —  | —  |
| 2017–18   | New York Islanders    | NHL       | 58   | 2   | 9   | 11  | 35  | —  | —  | —  | —  | —  |
| 2017–18   | Anaheim Ducks         | NHL       | 16   | 1   | 1   | 2   | 2   | —  | —  | —  | —  | —  |
| NHL razem | NHL razem             | NHL razem | 1107 | 186 | 229 | 415 | 892 | 69 | 12 | 17 | 29 | 32 |

### Międzynarodowe
| Rok              | Zespół           | Wydarzenie       | Wynik            | M  | G | A | Pkt | Kary |
| ---------------- | ---------------- | ---------------- | ---------------- | -- | - | - | --- | ---- |
| 1999             | Kanada           | MŚJ              | 2nd              | 7  | 2 | 2 | 4   | 2    |
| 2007             | Kanada           | MŚ               | 1st              | 9  | 1 | 5 | 6   | 8    |
| 2008             | Kanada           | MŚ               | 2nd              | 9  | 0 | 2 | 2   | 6    |
| 2014             | Kanada           | MŚ               | 5                | 8  | 1 | 2 | 3   | 0    |
| Juniorskie razem | Juniorskie razem | Juniorskie razem | Juniorskie razem | 7  | 2 | 2 | 4   | 2    |
| Seniorskie razem | Seniorskie razem | Seniorskie razem | Seniorskie razem | 26 | 2 | 9 | 11  | 14   |